# Arnold Scholten
Arnold Scholten (ur. 5 grudnia 1962 w Den Bosch) – holenderski piłkarz, który grał na pozycji pomocnika. Pomimo tego, iż występował w kilku wielkich klubach Eredivisie, to w reprezentacji Oranje nie miał okazji zadebiutować.
Kariera klubowa
Scholten swą przygodę z futbolem rozpoczął w rodzinnym mieście – jako młody chłopak zapisując się do FC Den Bosch. W pierwszej drużynie tego klubu zadebiutował w 1983 roku i przez trzy lata gry zdołał wystąpić w 74 meczach i zdobyć 10 bramek. Następnie sięgnął po niego AFC Ajax, jednak przygody w tym klubie nie może zaliczyć do udanych. Grał tam bowiem 4 lata, ale musiał się często godzić z rolą zmiennika, czego dowodem jest występ w zaledwie 70 meczach. W 1990 roku trafił do największego rywala Ajaxu – Feyenoordu. To właśnie na De Kuip się odnalazł i grając przez pięć sezonów udało mu się rozegrać 165 meczów i zdobyć 20 goli. Ponadto z Feyenoordem zdobył mistrzostwo Holandii w 1994 roku, 4 razy puchar tego kraju (1991, 1992, 1994, 1995), a także  Superpuchar w 1991 roku. W 1995 roku Schloten postanowił wrócić do Ajaxu i ta przygoda była bardziej udana od pierwszej. Z Ajaxem udało mu się wywalczyć mistrzostwo w sezonie 95/96, a także grać w finale Champions League. W Latach 1997–99 grał dla japońskiego JEF United, a karierę zakończył w 2001 w rodzinnym Den Bosch.